# 越南大奖赛
一级方程式赛车越南大奖赛原计划将从2020年起开始举行，比赛将在位于越南首都河内的一条临时性街道赛道上举行。越南大獎賽亦為一級方程式賽車史上，第三個在社會主義國家舉辦的大獎賽賽事，其他分別為匈牙利大獎賽及中國大獎賽。
越南大奖赛公司2020年3月13日发布声明称，受新冠肺炎疫情影响，原定于4月3日至5日举办的越南大奖赛将推迟。最终在2020年10月，赛事组委会和F1宣布取消2020年赛季的越南大奖赛。
2020年11月，F1公布2021年赛季的临时赛曆，越南大奖赛遭到取消。原因可能与河内政府高官被逮捕调查有关。

## 冠名赞助商
- 2020: VinFast越南大奖赛[4]